# Аринов, Чингис Сайранович
Чингис Сайранович Аринов (каз. Шыңғыс Сайранұлы Аринов, 29 октября 1983, Алматинская область, Казахская ССР) — министр по чрезвычайным ситуациям Республики Казахстан. 

## Биография
Аринов Чингис Сайранович родился 29 октября 1983 года в Алматинской области. По национальности казах.

### Образование
Окончил Казахский национальный университет им. Аль-Фараби, факультет «международных отношений».
Окончил Казахскую академию труда и социальных отношений по специальности «Правоведение».
Окончил Академию гражданской авиации по специальности «Организация перевозок, движения и эксплуатация транспорта».

### Трудовая деятельность
В 2006–2022 годах - служба на различных офицерских и руководящих должностях в Службе государственной охраны Республики Казахстан.
В 2022–2024 годах — заместитель начальника Службы государственной охраны Республики Казахстан — начальник Службы охраны Президента Республики Казахстан. 6 мая 2022 года присвоено звание Генерал-майор Службы государственной охраны Республики Казахстан. 
С 6 февраля 2024 года — министр по чрезвычайным ситуациям Республики Казахстан. 

## Награды
- Медаль «За доблестное исполнение безопасности Елбасы» II и III степени;
- Медаль «25 лет Службе государственной охраны Республики Казахстан»;
- Медаль «30 лет Независимости Казахстана»[3].